# Murray Hamilton
Murray Hamilton (ur. 24 marca 1923 w Waszyngtonie, zm. 1 września 1986 tamże) – amerykański aktor filmowy, znany z charakterystycznych ról drugoplanowych. Jego pamiętne kreacje to role burmistrza Amity Larry’ego Vaughna w Szczękach (1975; reż. Steven Spielberg) i pana Robinsona w Absolwencie (1967; reż. Mike Nichols). Zmarł na raka w wieku 63 lat.

## Wybrana filmografia
- Anatomia morderstwa (1959) jako Alphonse Paquette
- Bilardzista (1961) jako Findley
- Absolwent (1967) jako pan Robinson
- Dusiciel z Bostonu (1968) jako sierżant Frank McAfee
- Jeśli dziś wtorek, to jesteśmy w Belgii (1969) jako Fred Ferguson
- Tacy byliśmy (1973) jako Brooks Carpenter
- Szczęki (1975) jako burmistrz Larry Vaughn
- Pogoda dla bogaczy (1976; serial telewizyjny) jako Sid Gossett
- Szczęki 2 (1978) jako burmistrz Larry Vaughn
- Cień Caseya (1978) jako Tom Patterson
- Horror Amityville (1979) jako ojciec Ryan
- 1941 (1979) jako Claude
- Więzień Brubaker (1980) jako John Deach
- Śmierć w rodzinie (1981) jako Joel Lynch
- Zagrajmy w Lochy i potwory (1982) jako porucznik John Martini
- Zdławiony krzyk (1985) jako Jack Oberman
- Ostatnie dni Pattona (1986) jako generał „Hap” Gay